# Perdita (vệ tinh)
Perdita (/ˈpɜːrdɪtə/ PUR -dit-ə) là một vệ tinh tự nhiên vòng trong của Sao Thiên Vương. Khám phá Perdita rất phức tạp. Những bức ảnh đầu tiên của Perdita được tàu vũ trụ Voyager 2 chụp năm 1986, nhưng nó đã không được công nhận từ các bức ảnh trong hơn một thập kỷ. Năm 1999, vệ tinh này được Erich Karkoschka chú ý và báo cáo. Nhưng vì không thể chụp thêm hình ảnh nào để xác nhận sự tồn tại của nó, nên nó đã chính thức bị hạ cấp vào năm 2001. Tuy nhiên, vào năm 2003 những bức ảnh được Kính viễn vọng không gian Hubble chụp đã tìm được một vật thể nơi mà người ta tin rằng Perdita đang ở đó cuối cùng cũng xác nhận sự tồn tại của nó.
Sau phát hiện năm 1999, nó được đặt tên tạm thời là S/1986 U 10. Nó được đặt tên là Perdita (tiếng Latinh có nghĩa là 'mất') theo tên con gái của Leontes và Hermione trong vở kịch The Winter's Tale của William Shakespeare. Vệ tinh này cũng được gọi là Uranus XXV.

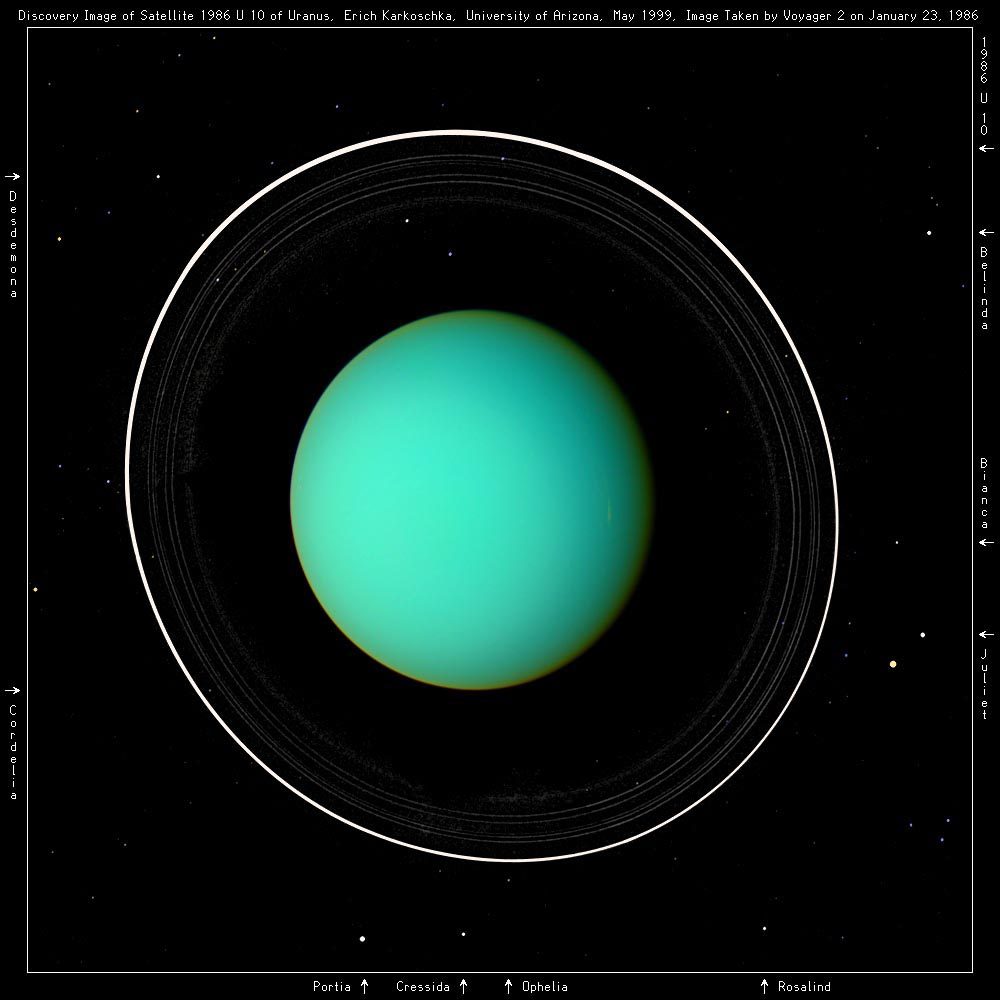
Hình ảnh phát hiện ra Perdita do Voyager 2 chụp ngày 23-01-1986. Vị trí của vệ tinh này được chỉ ra bằng một mũi tên ở mé trên bên phải.

Quỹ đạo của vệ tinh này nằm giữa Belinda và Puck. Các đo đạc của Hubble đề cập trên đây chứng minh rằng Perdita không tuân theo chuyển động Kepler trực tiếp xung quanh Sao Thiên Vương. Thay vào đó, rõ ràng nó đã bị bắt trong cộng hưởng quỹ đạo 43:44 với vệ tinh Belinda gần đó. Nó cũng gần với cộng hưởng 8:7 với Rosalind.
Perdita thuộc nhóm vệ tinh Portia, bao gồm Bianca, Cressida, Desdemona, Portia, Juliet, Cupid, Rosalind và Belinda. Những vệ tinh này có quỹ đạo và thuộc tính quang trắc tương tự. Người ta biết rất ít về Perdita, ngoại trừ quỹ đạo của nó, bán kính 15 km và suất phản chiếu hình học là 0,08.